# Mesoligia subrosea
Mesoligia subrosea là một loài bướm đêm trong họ Noctuidae.